# Nizjnjaja Toera
Nizjnjaja Toera (Russisch: Нижняя Тура) is een Russische stad ten oosten van de Oeral in de Noordelijke Oeral aan de rivier de Toera (stroomgebied van de Ob) op 254 kilometer ten noorden van Jekaterinenburg en 4 kilometer ten zuidoosten van de gesloten stad Lesnoj. Het is het bestuurlijk centrum van het district Nizjnetoerinski.

## Geschiedenis
Voor de komst van de Russen was er een heiligdom van de Mansi op de plaats waar nu de stad ligt.
De plaats werd gesticht in 1754 toen de Nizjnetoerinsk-staatsijzerwerken werden gebouwd. In 1824 werden er goud- en platinumertslagen gevonden in de buurt van de rivieren Is, Vyja en Toera. De Isovskije-mijnen produceerden daarop meer dan 50% van al het goud en platinum in de Oeral en zorgden voor een grote bevolkingstoename voor de plaats. Van 1852 tot 1862 was er een wapenfabriek, die tussen 1889 en 1892 werd gebruikt als gevangenis voor politieke gevangenen, die "Oeralse Sjlisselburg" werd genoemd. In 1906 werd een spoorlijn aangelegd naar Serov en in 1907 kreeg de plaats onder andere zemstvobasisscholen. In 1949 kreeg de plaats de status van stad.

## Economie
Nizjnjaja Toera is het centrum van een grote mijnbouwregio en eromheen bevinden zich mijnbouwnederzettingen. De stad heeft fabrieken voor machinebouw, elektrisch materieel en steenwol en bedrijven in de voedingsmiddelenindustrie en bedrijven voor de productie van bouwmaterialen en bosbeheer.
De stad heeft spoorverbindingen met noordelijker gelegen steden en onder andere wegverbindingen met Katsjkanar, Verchotoerje, Serov, Verchnjaja Toera, Koesjva en Nizjni Tagil.

## Geografie
Nizjnjaja Toera ligt in een rotsachtig landschap, dat afloopt naar het oosten en een gemiddelde hoogte heeft van 230 tot 240 meter. De bergformaties hier werden gevormd tijdens het Paleozoïcum en bestaan uit vulkanisch materiaal met mineralen als goud, platinum, titanium-magnetiet, marmer, bruinkool en kalksteen. De taiga van dit gebied bevat onder andere coniferen, zilverberken en ceders en dieren als beren, lynxen, wolven, hazen, Siberische grondeekhoorns, eekhoorns, vossen, marters, hermelijnen en sabelmarters.

## Demografie
| Ontwikkeling van het inwoneraantal |      |       |        |        |        |        |        |
| Jaar                               | 1858 | 1909  | 1959   | 1970   | 1979   | 1989   | 2002   |
| Bevolking                          | 6180 | 4.247 | 18.800 | 19.600 | 22.900 | 26.500 | 24.200 |